# Bindi Irwin

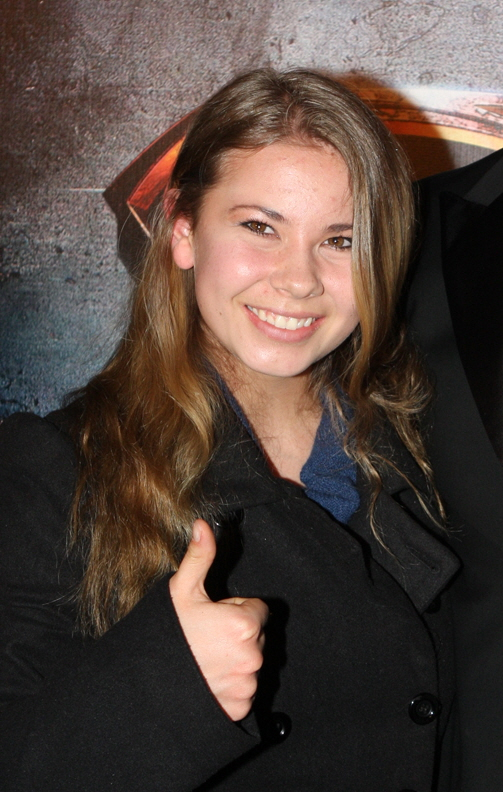
Bindi Irwin, 2013

Bindi Sue Irwin (* 24. Juli 1998 in Buderim, Queensland) ist eine australische Naturschutz-Aktivistin, Schauspielerin, Moderatorin, Sängerin und Tänzerin.
2008 erhielt sie für die Reality-Serie Bindi, the Jungle Girl einen Daytime Emmy Award. 2010 spielte sie neben Beau Bridges die Hauptrolle in Free Willy: Escape from Pirate's Cove. Irwin gewann 2015 die 21. Staffel von Dancing with the Stars. Von 2012 bis 2015 moderierte sie mit Bindi's Bootcamp ihre eigene Show im australischen Fernsehen. 2013 war sie in dem Abenteuerfilm Rückkehr zur Insel der Abenteuer in der Rolle der Nim zu sehen.
Seit 2018 nimmt sie an der Reality-TV-Serie Die Irwins – Crocodile Hunter Family teil.
Bindi Irwin ist die Tochter des als The Crocodile Hunter weltbekannten australischen Dokumentarfilmers und Abenteurers Steve Irwin und seiner Frau Terri. Sie heiratete 2020 ihren Langzeitpartner Chandler Powell, mit dem sie 2021 Eltern einer Tochter wurden.